# Хисар (Лахна)
Хисар или Асар (на гръцки: Παλιόκαστρο, в превод Стара крепост, старо Ασάρ) е археологически обект край лъгадинското село Лахна (Лахнас), Гърция.

## Местоположение
Развалините на крепостта са на нисък горист хълм, наречен Асар (Ασάρ), на 1,5 km западно от Лахна и на 3,5 km северно от Негован (Ксилополи), в северната част на Солунско. Хълмът има стратегическо местоположение, тъй като покрай него минава пътят от Солун за Сяр.

## История
На хълма има следи от непрекъснато обитаване от ранножелязната епоха до византийския период. Открита е керамика от от желязната епоха, местна тънка сива керамика от архаичния период, местна керамика от по-скоро класически времена. В средновековието крепостта и църквата показват, че тук е бил акрополът и административен център на град, чието укрепление принадлежи към VII или VIII, със сериозно укрепване по-късно около X век. Името на града не е известно. Изглежда, че по-голямата част от него е била по-склоновете, които сега са обработваема замя и следите са унищожени.
Според предания в Негован, Асар е бил населен до XVI век, когато жителите му се преместват по на юг и основават Негован. Много семейства от Негован проследяват произхода си от Асар. Обитаването до XVI век обаче не е потвърдено с находки. Засега е сигурно обитаване не по-късно от X век.

## Описание
Хълмът е покрит с гъста горичка от дъб, бряст и габрус. По-надолу по-голямата част от хълма, дори частта от платото в рамките на укрепленията, е ниви, които се обработват и в резултат стените са разрушени. На места се виждат купчини от развалини, изобилстват и фрагменти от складови ями.
Заграждението на крепостта има елипсовидна форма. То обхваща площ от около 14 декара с периметър от 450 метра, от които около 80 метра стена са частично видими. Голямата ос на елипсоида е в посока изток-запад. Укреплението има две строителни фази: части от най-старата фаза, вероятно датираща от VII или VIII век, са запазени на три места: главно в източната и в северната страна, на дължини от 8 до 12 m и в ниска височина, 60 до 120 cm. Тяхната зидария е изградена от пластове малки насипни камъчета, които са постаени без особено внимание, а между тях са вмъкнати камъни и по-рядко валуни. Най-новата фаза, която вероятно е построена около X век, се среща от всички страни, като най-запазената й част е в югозападната част, където е запазена на дължина около 35 m, със запазена височина около 3 m и дебелина малко повече от 1 m. Двете фази се застъпват от северната страна, където по-новата е изградена зад по-старата. Има данни за наличието на правоъгълна кула от южната страна, над пътя за достъп, където вероятно е бил единственият вход. Зидарията от най-късната фаза показва по-голямо внимание, тъй като понякога във вертикалните фуги се появяват дребни камъчета, а поринови ъглови камъни се срещат и при второ използване. От южната страна е отбелязан тухлен атропейски кръст, единственият оцелял керамичен декоративен елемент от укреплението.
Освен руините на стената, единствената друга структура, която може да бъде открита днес, е на платото на върха на акропола, където е имало църква, посветена според местната традиция от Негован на Богородица. Днес е видима само долната част на голямата й полукръгла апсида, разкрита при иманярски разкопки, при които са разрушени останалите стени на църквата. Зидарията на арката, с неравномерното разположение на камъните и създаването на линии за подравняване на интервали от един ред, показва прилики с най-старите фази на стената, следователно храмът също може да бъде датирани от VII - VIII век.